# Erik Wilén
Erik Wilhelm Wilén, noto anche con il soprannome Erkka Wilén (Helsinki, 15 luglio 1898 – Helsinki, 23 luglio 1982), è stato un ostacolista e velocista finlandese, specializzato nei 400 metri piani e 400 metri ostacoli.
Nel 1920 prese parte ai Giochi olimpici di Anversa, dove non superò le qualificazioni né dei 400 metri ostacoli, né dei 400 metri piani. Ci riprovò nel 1924, a Parigi 1924: fu medaglia d'argento nei 400 metri ostacoli, ma nuovamente si fermò alle batterie di qualificazione nei 400 metri piani e nella staffetta 4×100 metri. Nel 1928 raggiunse la semifinale dei 400 metri ostacoli ai Giochi olimpici di Amsterdam, senza però riuscire ad approdare in finale.

## Palmarès
| Anno | Manifestazione  | Sede      | Evento                | Risultato     | Prestazione | Note |
| ---- | --------------- | --------- | --------------------- | ------------- | ----------- | ---- |
| 1920 | Giochi olimpici | Anversa   | 400 metri piani       | elim. qualif. | 51"1 s      |      |
| 1920 | Giochi olimpici | Anversa   | 400 metri ostacoli    | elim. semif.  | s/t         |      |
| 1924 | Giochi olimpici | Parigi    | 400 metri piani       | elim. qualif. | 49"6        |      |
| 1924 | Giochi olimpici | Parigi    | 400 metri ostacoli    | Argento       | 53"8        |      |
| 1924 | Giochi olimpici | Parigi    | Staffetta 4×400 metri | elim. qualif. | 3'32"2      |      |
| 1928 | Giochi olimpici | Amsterdam | 400 metri ostacoli    | elim. semif.  | 54"5        |      |